# Палехское художественное училище
Па́лехское худо́жественное учи́лище имени А. М. Горького — среднее специальное учебное заведение в посёлке Палех, готовящее специалистов в области лаковой миниатюры.

## История
5 декабря 1924 года в Палехе была учреждена Артель древней живописи, при которой с 1926 года стали действовать ученические курсы, преобразованные в 1928 году в профтехшколу. В 1935 году профтехшкола была реорганизована в Палехский художественный техникум, а в 1936 году техникум переведён в систему Всесоюзного комитета по делам искусств и стал называться училищем.
Среди основателей училища были: заслуженные деятели искусств РСФСР И. И. Голиков, И. М. Баканов, И. В. Маркичев, Д. Н. Буторин, Н. М. Парилов, Н. А. Правдин, народные художники РСФСР А. В. Котухин, И. П. Вакуров, художники-педагоги Ф. А. Каурцев, А. М. Корин, А. И. Ватагин, П. Д. Баженов.
В период Второй мировой войны в училище продолжался образовательный процесс. Среди преподавателей тех лет: В. Т. Бондаренко (1910—1995), В. И. Соловьев, М. И. Шемаров, заслуженный учитель школы РСФСР Н. Ф. Вихрев (1909—1983), заслуженные художники РСФСР А. В. Борунов, А. В. Ковалёв, заслуженные работники культуры РСФСР В. И. Астахов, Б. М. Немтинов (1922—1999), В. И. Голов (1925—1997), В. Т. Котов, художники Ю. А. Бровкин (1933—1981), А. С. Песков, А. В. Гордеев и другие.
Более сорока лет преподавал в училище Н. М. Зиновьев, создав оригинальные пособия и программы обучения, сохраняющиеся в методике подготовки молодых специалистов до настоящего времени.
При училище был создан музей, где хранятся дипломные работы выпускников. В 2002 году была учреждена стипендия имени Н. М. Зиновьева.

## Обучение
В настоящее время обучение ведется по очной форме обучения по одной специальности — «Декоративно-прикладное искусство и народные промыслы» (лаковая миниатюрная живопись) со специализацией в области иконописи, лаковой миниатюры или декоративной живописи в стилистических традициях искусства Палеха.

## Выпускники
См. также Выпускники Палехского художественного училища
Первый выпуск состоялся в 1938 году. С того времени подготовлено более тысячи мастеров в области палехской лаковой миниатюры.